# Polistes bischoffi
Espèce
Polistes bischoffi est une espèce d'insectes hyménoptères de la famille des Vespidae.

## Répartition et habitat
Région méditerranéenne, Europe méridionale et centrale (Autriche, Allemagne, Hongrie, Italie, Suisse), dans les Balkans et au Proche-Orient.

## Description
Polistes bischoffi a une envergure de 10 à 15 mm et son corps a une longueur de 9,9 à 14,1 mm pour les femelles. Cette espèce se caractérise par des antennes au dessus assombri, des joues noires et le clypéus jaune avec une large bande centrale noire. Les mâles ont la face jaune.

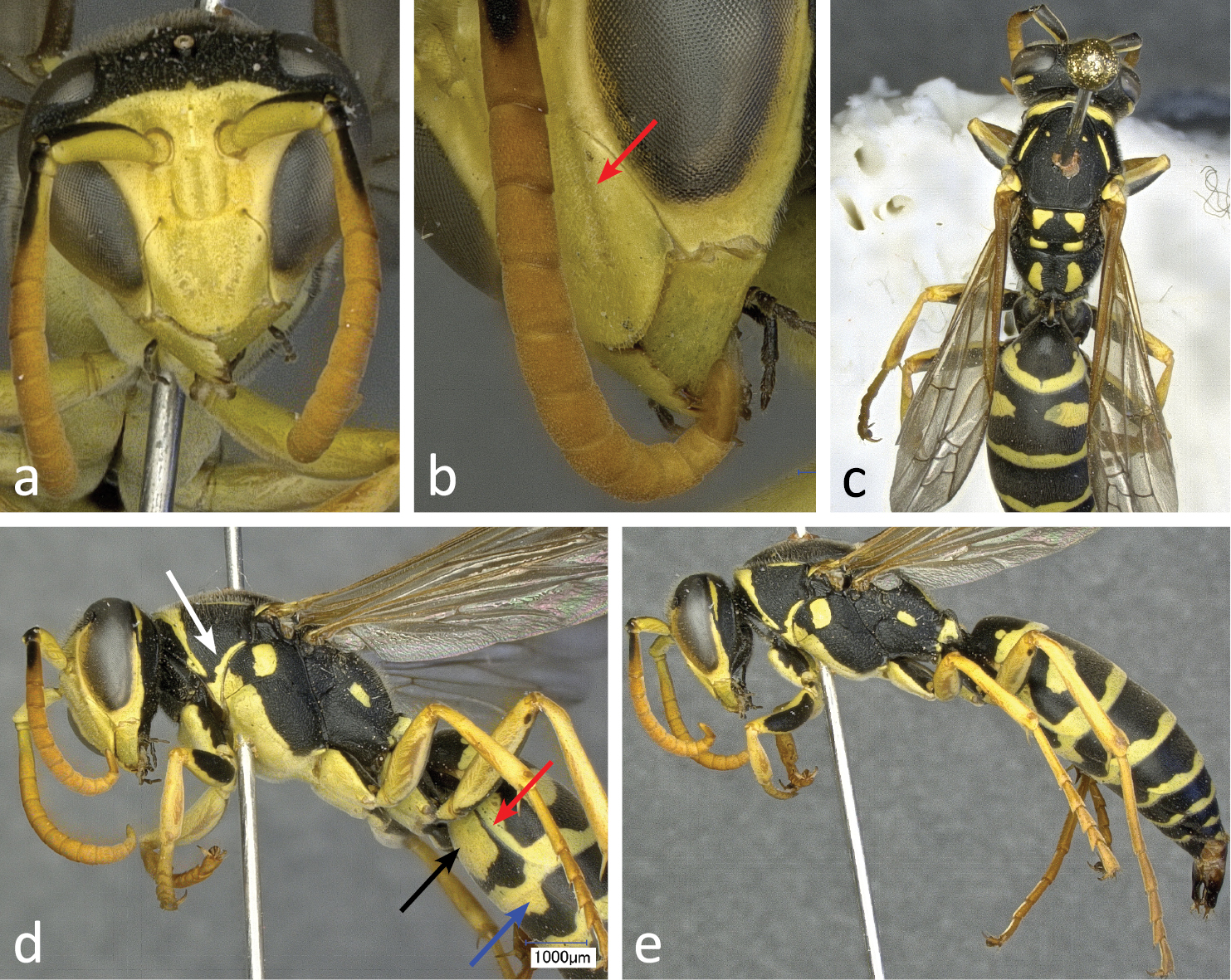
Mâle.

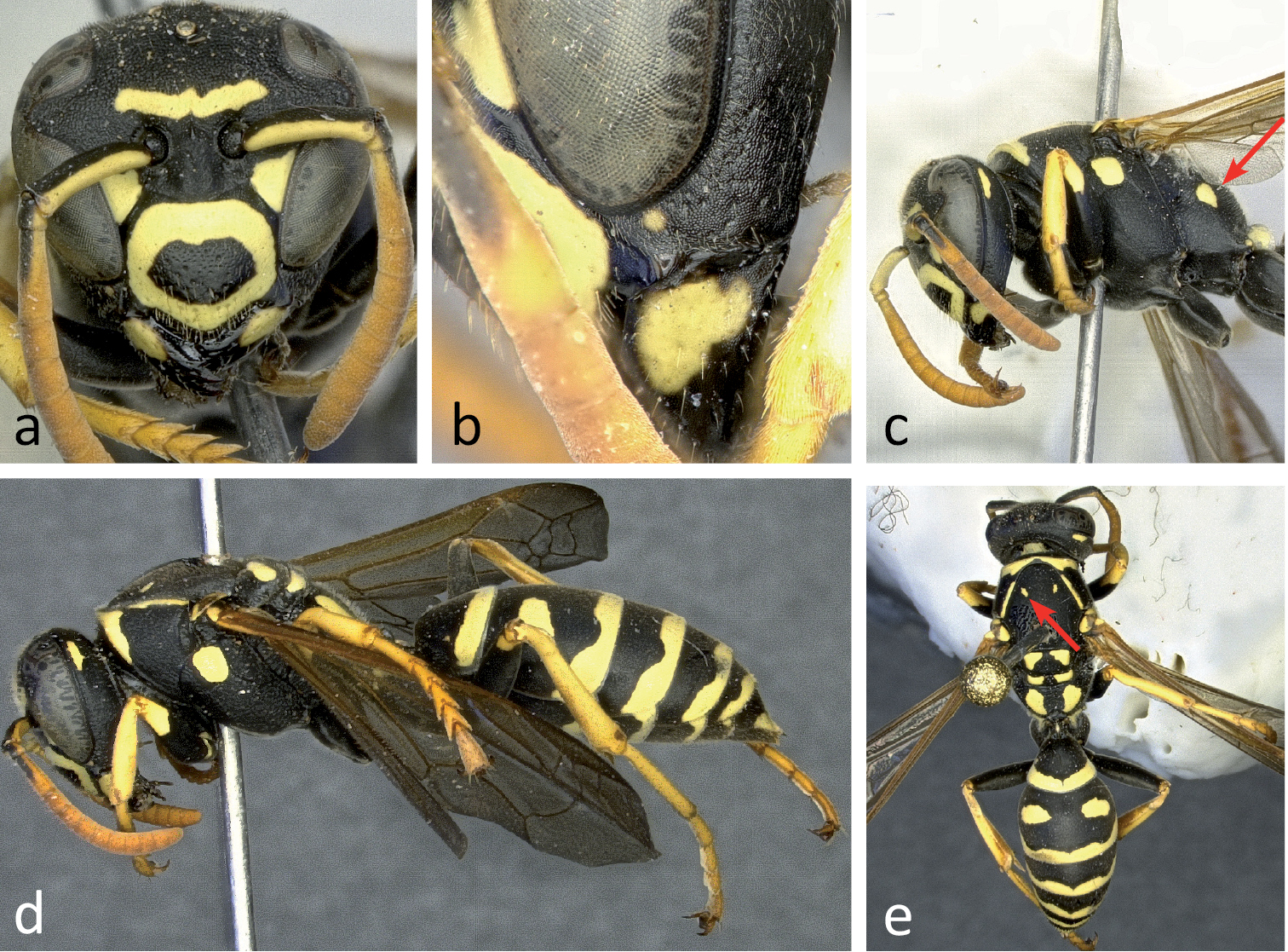
Femelle.

## Biologie
Les adultes sont visibles du printemps à l'automne. Ils se nourrissent de sucre et de nectar, ils capturent aussi des chenilles et des diptères pour nourrir leurs larves. Les mâles meurent après l'accouplement tandis que les femelles accouplées hivernent et construisent les cellules de leur nid au printemps suivant. Ces nids sont généralement accrochés à une tige de plante ou à un tronc.

## Systématique
Le nom valide complet (avec auteur) de ce taxon est Polistes bischoffi Weyrauch (d), 1937.
Polistes bischoffi a pour synonyme :
- Leptopolistes bischoffi Weyrauch, 1937